# Palaquium firmum
Palaquium firmum är en tvåhjärtbladig växtart som beskrevs av Cyril Tenison White. Palaquium firmum ingår i släktet Palaquium och familjen Sapotaceae. Inga underarter finns listade i Catalogue of Life.